# 林文龍
林文龍（英語：Frankie Lam Man Lung，1967年12月19日—），前香港男演員及商人，1987年參加超級新星選舉而加入了無綫電視，1990年無綫電視太陽之子之一，曾一度轉投亞洲電視，之後回到無綫電視。2004年與演員郭可盈結婚。2012年轉投香港電視網絡，但於2016年以自由身形式重返無綫電視拍攝該台首部4K電視劇《不懂撒嬌的女人》。2017年，他再拍攝無綫電視劇集《再創世紀》，2019年12月獲邀擔任亞洲電視數碼媒體副總裁，於2020年1月正式上任。2020年，轉任亞視數碼媒體旗下子公司「亞洲心動娛樂」副總裁。

## 背景
林文龍早年就讀東華三院關啟明小學和威靈頓英文中學尖沙咀分校。他於1987年透過參加超級新星選舉出道，並在無綫電視開始演出戲劇，初為跑龍套及配角，之後戲份慢慢吃重，在《人在邊緣》中飾演第三男主角劉志基一角開始受到重視，後來在愛情劇《都市的童話》中初嚐演出主角齊達沖，作品還有《箭俠恩仇》、《愛在暴風的日子》、《洗冤錄》、《錦繡良緣》、《皆大歡喜》中，均有不俗的演出，其他作品包括《本草藥王》、《法證先鋒》、《十兄弟》、《法證先鋒II》、《布衣神相》，角色都是男主角居多。於2008年演畢《法證先鋒II》後離開無綫電視，後於2012年轉投香港電視。
林文龍於2013年拍攝新劇《三面形醫》完畢，2013年8月至10月期間他曾與蒙嘉慧合作拍攝劇集《天網》，最後在香港電視網絡不獲發免費電視牌照後停拍。原定於2014年3月復拍此劇，但香港電視網絡宣佈未能如期開台後，此劇擱置拍攝。2015年，他憑電影《我們停戰吧》奪得三個美國影展的最佳或傑出男主角殊榮，一躍成為美國影帝；2016年7月回歸無綫電視，並於《不懂撒嬌的女人》中飾演文念深一角，與宣萱、唐詩詠、王浩信合作。2017年，他拍攝無綫電視劇集《再創世紀》，並與鍾嘉欣、郭晉安、楊怡合作；2019年12月在《2019亞洲小姐總決賽》記者會上，獲亞洲電視控股董事會主席鄧俊杰宣布成為副總裁，又獲非執行董事兼聯席主席賴彩雲頒予員工證，2020年1月正式上任；隨著他上任亞視數碼媒體副行政總裁，林文龍亦於2019年結束與無線電視之四年部頭合約關係，《那些我愛過的人》為其暫時息影前之最後作品。

## 家庭
林文龍妻子為同是電視藝員的郭可盈，兩人先於1995年的《萬里長情》結情緣，後於2004年3月10日結為夫妻。2009年9月，據香港《明報周刊》報道，郭可盈已證實懷孕4個月，並於10月中宣傳無綫電視劇集《富貴門》時親自公佈喜訊，郭的預產期在翌年2月底。2010年1月14日，林文龍透過手機短訊向傳媒表示，太太郭可盈已於一間醫院順利誕下女兒林天若Tania（乳名：津津），母女平安。，現時就讀保良局蔡繼有學校（中學二年級）。家中亦育有一隻深啡色貴婦狗Toki。 

## 演出作品

### 電視劇（無綫電視）
| 首播        | 劇名                  | 角色                   |
| 1987年      | 奇門鬼谷              | 兵 士                  |
| 1988年      | 不再少年時            | -                      |
| 1988年      | 鬥氣一族              | -                      |
| 1988年      | 當代男兒              | -                      |
| 1988年      | 太平天國              | 陳亞寶、村民、山賊     |
| 1989年      | 吉星報喜              | -                      |
| 1989年      | 人海虎鯊              | -                      |
| 1989年      | 義不容情              | Dicky                  |
| 1989年      | 獵魂（單元劇）        | 黃家俊（Philip）       |
| 1989年      | 天上凡間              | 錢不換                 |
| 1990年      | 優皮幹探              | 林兆祥                 |
| 1990年      | 茶煲世家              | 鍾文強                 |
| 1990年      | 人在邊緣              | 劉志基                 |
| 1991年      | 命運快車              | 徐家其                 |
| 1991年      | 怒海孤鴻              | 洪 峰                  |
| 1991年      | 忠奸老實人            | 李俊傑                 |
| 1992年      | 龍的天空              | 楊文海                 |
| 1992年      | 風之刀                | 姚力行                 |
| 1993年      | 都市的童話            | 齊達沖                 |
| 1993年      | 精武五虎              | 郭大路                 |
| 1993年      | 精靈酒店              | 劉名成                 |
| 1994年      | 箭俠恩仇              | 連 箭、喬 三           |
| 1995年      | 萬里長情              | 黃 山                  |
| 1998年      | 愛在暴風的日子        | 張楚文                 |
| 1999年      | 洗冤錄                | 宋 翊、方 俊           |
| 2000年      | 醫神華佗              | 華 佗                  |
| 2001年      | 錦繡良緣              | 程智軒（四少）         |
| 2001年      | 勇往直前              | 徐耀東                 |
| 2001-2002年 | 皆大歡喜 (古裝電視劇) | 金 年（大少）          |
| 2003-2005年 | 皆大歡喜 (時裝電視劇) | 金 年（Chris）         |
| 2004年      | 陀槍師姐IV            | 鄺梓鍵（Ken）          |
| 2005年      | 本草藥王              | 李時珍                 |
| 2006年      | 法證先鋒              | 古澤琛（Sam）          |
| 2006年      | 布衣神相              | 李布衣                 |
| 2007年      | 十兄弟                | 陳大蝦                 |
| 2008年      | 法證先鋒II            | 古澤琛（Sam）          |
| 2017年      | 不懂撒嬌的女人        | 文念深（Gordon）       |
| 2018年      | 再創世紀              | 高 哲                  |
| 2020年      | 那些我愛過的人        | 姜煜誠（姜師傅、老姜） |

### 電視劇（香港電視）
| 首播       | 劇名                | 角色                         |
| 2015年     | 三面形醫            | 卓天楠（Jack、天拿水）       |
| 2015年     | 夜班（Night Shift） | 程禧文（Heman、程Sir、文哥） |
| 未完成拍攝 | 天網                | 方世文                       |

### 電視劇（亞洲電視）
| 首播   | 劇名       | 角色             |
| 1996年 | 殭屍道長II | 郁達初           |
| 1997年 | 等著你回來 | 唐展鵬（唐十一） |
| 1998年 | 曲終情未了 | 杜青雲           |

### 電視劇（香港電台）
| 首播   | 劇名               | 角色                          |
| 2014年 | 醫護人生之活在當下 | 李建明（急症科醫生）          |
| 2018年 | 火速救兵IV之守破離 | 林非凡（花Sir）（救護總隊目） |

### 電視劇（中國大陸）
| 首播   | 劇名     | 角色                |
| 2008年 | 朝九晚無 | 金路易              |
| 2009年 | 深宅     | 喬日升              |
| 2009年 | 美人心計 | 金王孫              |
| 2011年 | 帝錦     | 雲 時（元帥、靖王） |

### 電影
| 年份   | 電影名                   | 角色              | 性質         |
| 1989年 | 《英雄重英雄》           | 胡 强             | 無綫電視電影 |
| 1990年 | 《情义两难》             | 胡 勇             | 無綫電視電影 |
| 1991年 | 《正红旗下》             | 张 军             |              |
| 1993年 | 《新天龙八部之天山童姥》 | 虚 竹             |              |
| 1993年 | 《后窗惊魂》             | 陈民主            | 無綫電視電影 |
| 1994年 | 《昨夜长风》             | 左思程            |              |
| 1994年 | 《怪侠一枝梅》           | 文一郎            |              |
| 1995年 | 《江湖恋曲》             | 余少安            | 無綫電視電影 |
| 1995年 | 《尖东双虎》             | 阿 伟             |              |
| 1995年 | 《深圳之虎之惊世桃色劫》 | 程志刚            |              |
| 1996年 | 《杀人软件》             | 梁志华            |              |
| 1996年 | 《梦幻拍档》             | 阿 龙             |              |
| 1997年 | 《旺角大家姐》           | 严 冬             |              |
| 1997年 | 《十日情缘》             | 邵义君            |              |
| 1998年 | 《毒吻》                 | 陈 雄             |              |
| 2015年 | 《我們停戰吧》           | 古華生            |              |
| 2016年 | 《寒戰II》               | 區浩麟（Alan Au） |              |
| 2019年 | 《小Q》                  |                   |              |
| 2019年 | 《幸福密码》             |                   |              |

## 音樂作品

### 歌曲
| 年份   | 歌名         | 性質                       | 收錄                               | 備註                                 |
| 1993年 | 緣份         |                            | 楊采妮《愛的感覺》專輯             | 與合唱                               |
| 1997年 | 緣來是妳     | 電視劇《等著你回來》主題曲 | 收錄於上華唱片《月光・情》精選專輯 |                                      |
| 1997年 | 從不哭       |                            | 收錄於上華唱片《月光・情》精選專輯 |                                      |
| 1997年 | 從不流淚的我 | 「從不哭」的華語版         | 收錄於上華唱片《各自各精彩2》合輯  |                                      |
| 2003年 | 男兒為個家   | 電視劇《皆大歡喜》主題曲   | 收錄於《皆大歡笑》CD               | 與阮兆祥、謝天華、鄧兆尊、劉愷威合唱 |
| 2003年 | 鬥氣冤家     | 電視劇《皆大歡喜》主題曲   | 收錄於《皆大歡笑》CD               | 與廖碧兒合唱                         |
| 2005年 | 世上無難事   | 電視劇《本草藥王》主題曲   | 收錄於《男人魅》合輯               |                                      |
| 2006年 | 天網         | 電視劇《法證先鋒》主題曲   |                                    |                                      |
| 2007年 | 十子緊扣     | 電視劇《十兄弟》主題曲     |                                    | 與郭可盈合唱                         |
| 2011年 | 靠近         | 電視劇《布衣神相》片尾曲   |                                    | 與楊怡合唱                           |

## 獎項

### 2015年
- 美國加州獨立電影節 - 傑出男主角 《我們停戰吧》
- 美國加州國際榮譽電影競賽 - 傑出男主角 《我們停戰吧》
- 美國景深國際電影節 - 最傑出電影長片男主角 《我們停戰吧》

## 外部連結
- 龍的天空
- 林文龍-新浪BLOG （页面存档备份，存于）
- 林文龍的Instagram帳戶
- 林文龍在香港影庫上的簡介
- 林文龍在互联网电影资料库（IMDb）上的資料（英文）